# Darko Ramovš
Darko Ramovš (* 7. April 1973 in Belgrad) ist ein ehemaliger serbischer Fußballspieler.

## Karriere
Seine fußballerische Jugend verbrachte Ramovš beim FK Partizan Belgrad, danach folgten Spielzeiten in der ersten Liga von Jugoslawien beim FC Prishtina, OFK Belgrad sowie beim FK Čukarički Stankom. Im Jahre 1998 verließ er sein Heimatland und sammelte in Deutschland, bei den Stuttgarter Kickers in der 2. Bundesliga sowie in einer Saison beim Regionalligisten 1. FC Schweinfurt 05, Spielpraxis. Nach vier Jahren in Deutschland wechselte der Abwehrspieler wieder zu seinem ehemaligen Verein FK Čukarički Stankom, wo er nach sechs Spielzeiten, im Jahre 2007, seine Karriere beendete.